# Luis Moya (Messico)
Luis Moya è una municipalità dello stato di Zacatecas, nel Messico centrale, il cui capoluogo è la località omonima.
Conta 12.234 abitanti (2010) e ha una estensione di 177,48 km².